# L'École des femmes (téléfilm, 1983)
Pour les articles homonymes, voir L'École des femmes (homonymie).
L'École des femmes (Hustruskolan) est un téléfilm suédois réalisé par Ingmar Bergman, diffusé en 1983.

## Synopsis
Le téléfilm est en fait une captation télévisuelle de la pièce de théâtre de Molière, L'École des femmes.

## Autour du film
La pièce qui est filmée n'est pas une mise en scène d'Ingmar Bergman – par ailleurs, metteur en scène de théâtre réputé. Elle est signée d'Alf Sjöberg. Ami du cinéaste et lui-même cinéaste, Alf Sjöberg a, par le passé, réalisé des films écrits par Ingmar Bergman. Il meurt en 1980 dans un accident de la route en pleines répétitions de l'École des femmes. Les comédiens poursuivent néanmoins le travail en son hommage, en essayant de conserver l'esprit du metteur en scène. Ingmar Bergman en fait cette version télévisuelle.

## Fiche technique
- Titre français : L'École des femmes
- Titre original : Hustruskolan
- Réalisation : Ingmar Bergman
- Mise en scène : Alf Sjöberg
- Traduction : Lars Forssell d'après L'École des femmes de Molière
- Production : Gerd Edwards
- Décors : John Virke et Göran Wassberg
- Costumes : Ann Mari Anttila, Tommy Lannge et Göran Wassberg
- Format : Couleurs
- Genre : Drame
- Date de sortie : 1983

## Distribution
- Allan Edwall : Arnolphe
- Lena Nyman : Agnes
- Björn Gustafson : Alain
- Ulla Sjöblom : Georgette
- Stellan Skarsgård : Horace
- Lasse Pöysti : Chrysalde